# Tărcești, Harghita

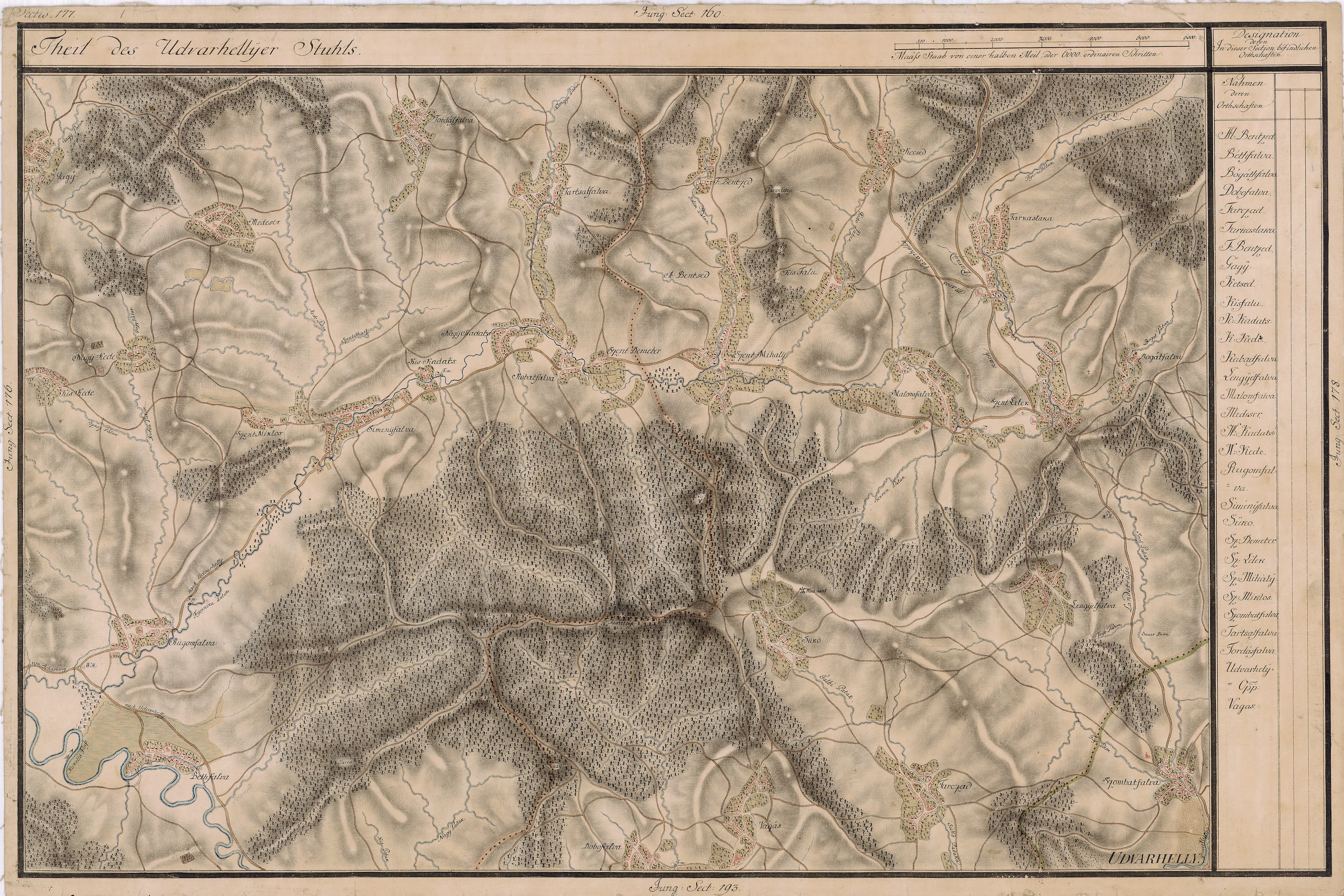
Tărcești în Harta Iosefină a Transilvaniei, 1769-73

Tărcești (maghiară Tarcsafalva) este un sat în comuna Șimonești din județul Harghita, Transilvania, România.

## Vezi și
- Biserica unitariană din Tărcești

## Imagini

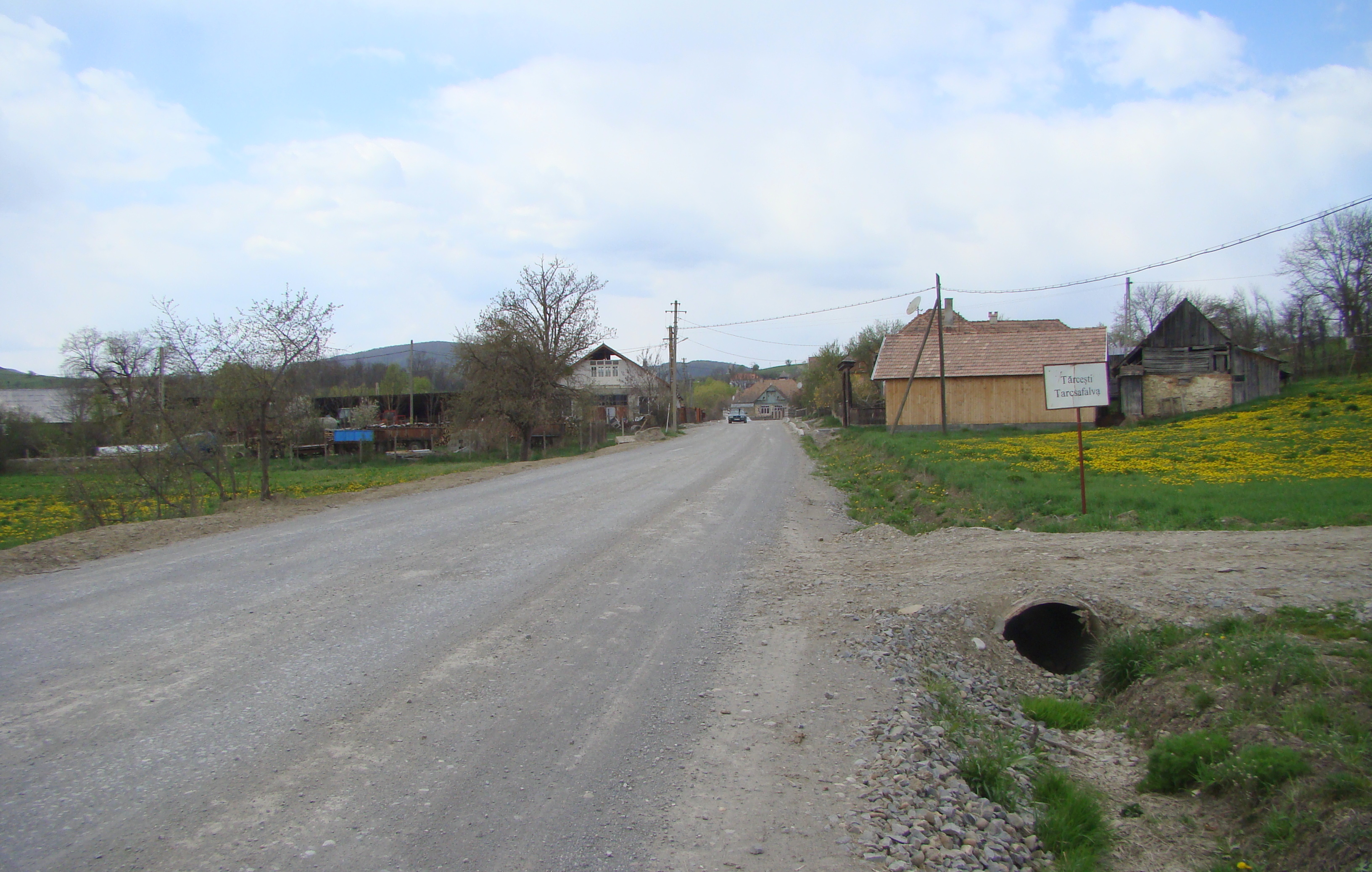
Intrarea în localitate
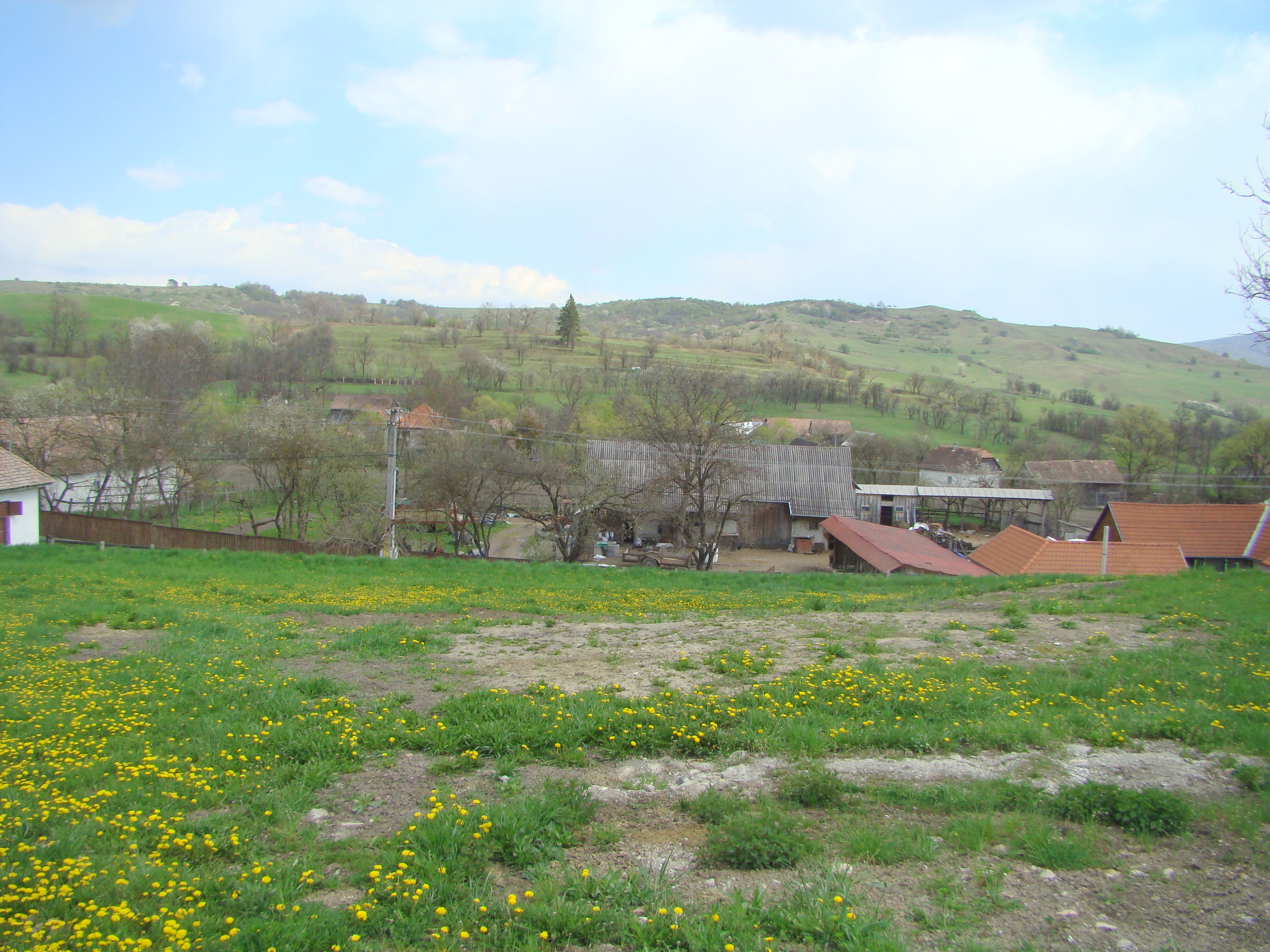
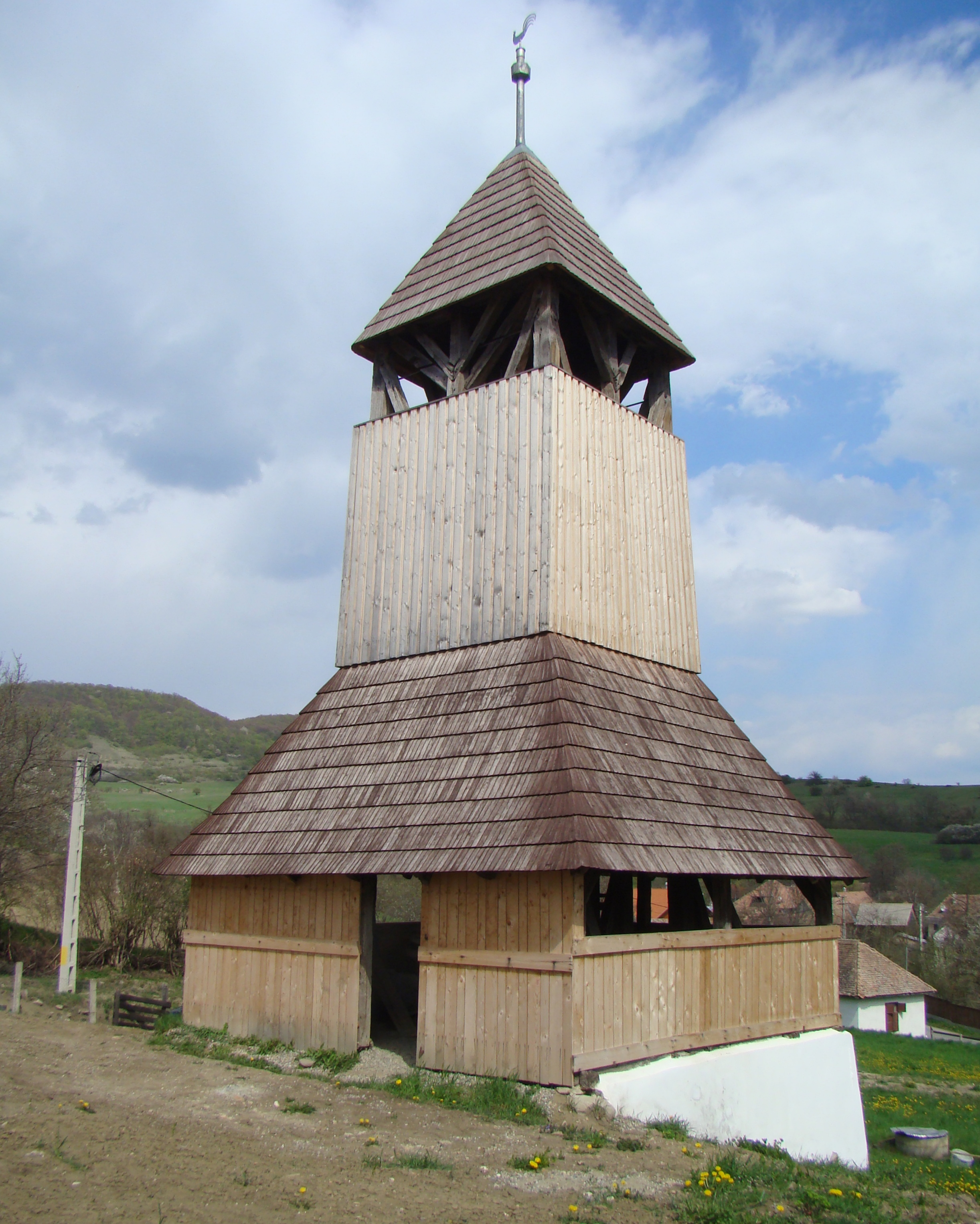
Clopotniţa de lemn a bisericii unitariene din Tărcești (monument istoric)
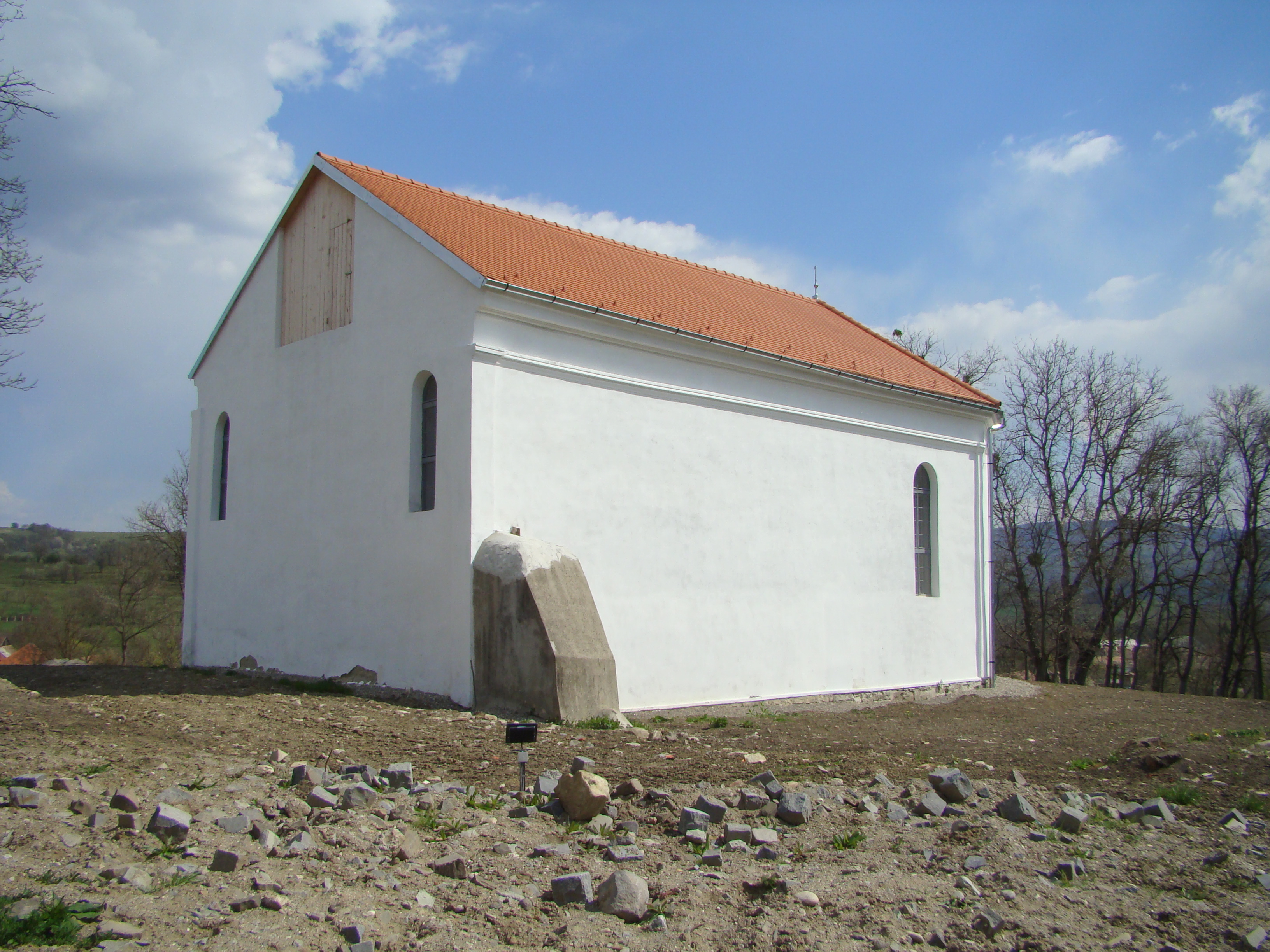
Biserica unitariană
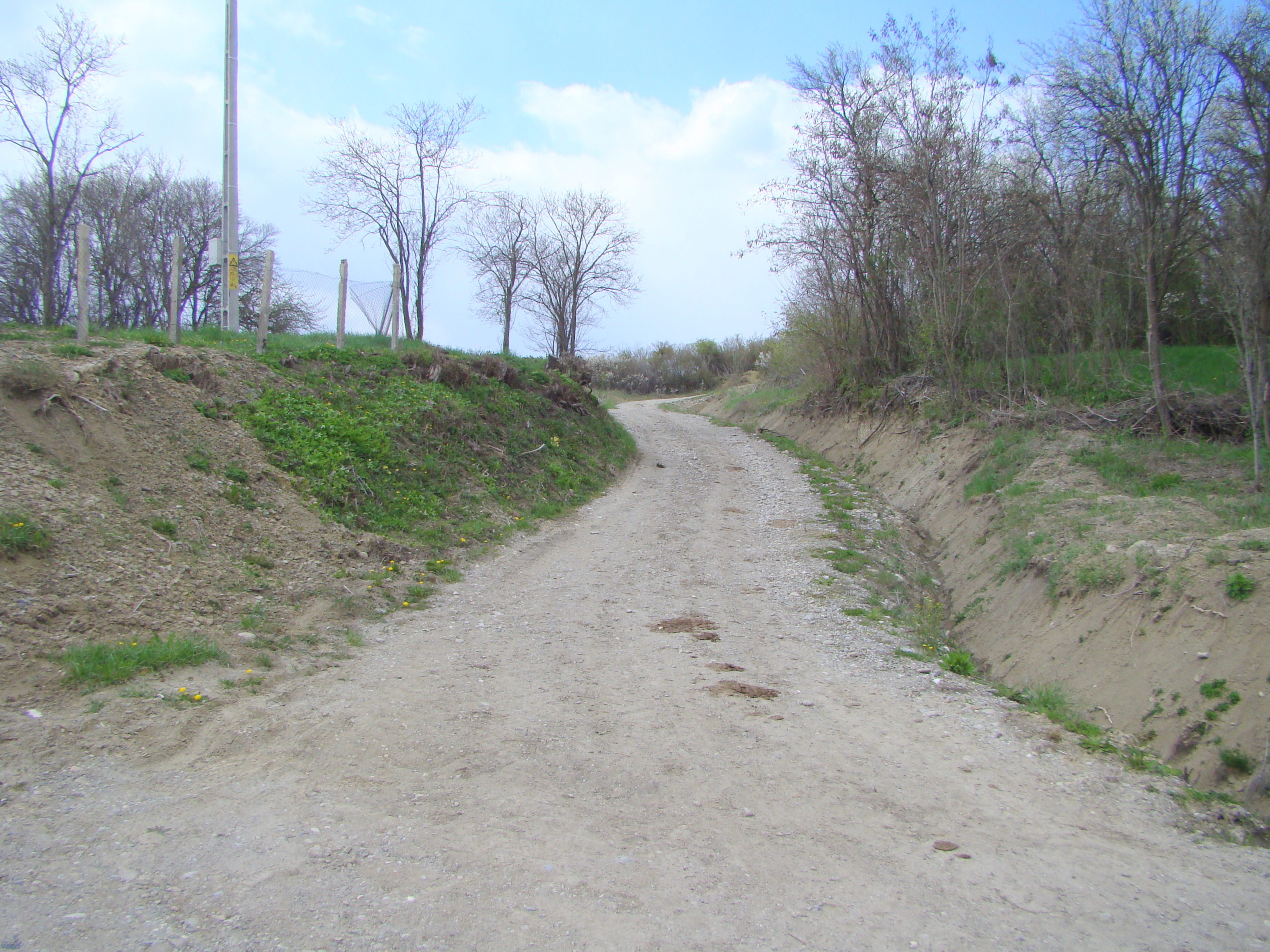
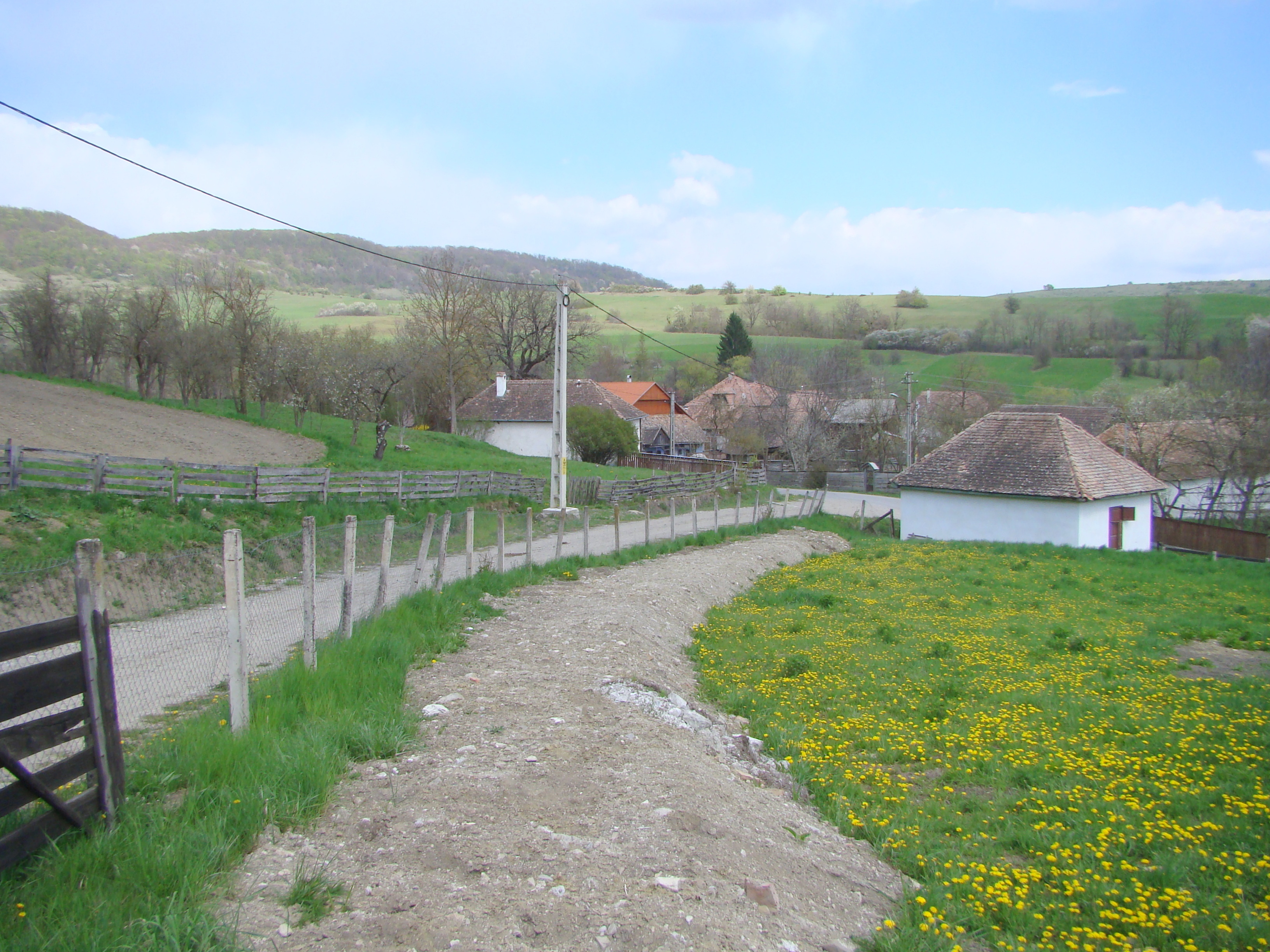

 Acest articol despre o localitate din județul Harghita este deocamdată un ciot. Puteți ajuta Wikipedia prin completarea lui.